# Павло-Ивановка
Павло-Ивановка — упразднённый посёлок в Хабарском районе Алтайского края России. Располагался на территории современного Хабарского сельсовета. Точная дата упразднения не установлена.

## География
Располагался в 10 км к юго-востоку от села Хабары у озера Плешатое.

## История
Основан в 1922 году. В 1928 г. посёлок Павло-Ивановский состоял из 92 хозяйств. Центр Павло-Ивановского сельсовета Хабаровского района Славгородского округа Сибирского края.

## Население
В 1926 г. в посёлке проживало 442 человека (234 мужчины и 208 женщин), основное население — русские.